# ČT edu
ČT edu je webový portál České televize, který učitelům, žákům i rodičům nabízí tisíce krátkých videí pro doplnění výuky. Videa pokrývají témata z předškolního, základního a středního vzdělávání a jsou přehledně členěna podle stupňů, ale i podle předmětů a konkrétní látky, jíž se věnují. Portál tak svojí strukturou vychází z rámcových vzdělávacích programů. 
Portál učitelům poskytuje i náměty do výuky na nejrůznější sezónní, aktuální i nadčasová témata, které kombinují audiovizuální ukázky s pracovními listy a dalšími rozšiřujícími materiály. 
Videa učitelé nejčastěji využívají jako názornou pomůcku, jako oživení výuky i jako materiál pro zadání domácí přípravy žáka. Audiovizuálně podaná informace probouzí v žácích zájem, emoce a v souběhu s dalšími zdroji podporuje zapamatování či pochopení probírané látky. 
Učitelé mohou videa používat při výuce legálně, bez toho, že by porušovali autorská práva.

## Vznik a spuštění
Česká televize projekt pilotně spustila 1. dubna 2020 a vedle pořadů UčíTelka a Škola doma tak další cestou reagovala na nouzový stav vyhlášený na území České republiky 12. března 2020 v souvislosti s pandemií covidu-19 a s ním spojené uzavření škol. Web, jehož start byl původně naplánován na rok 2021 a který se měl stát digitální pomůckou pro prezenční výuku, se tak rychle stal nástrojem intenzivně využívaným pro vzdělávání na dálku. Portál byl od počátku volně dostupný všem uživatelům. 

## Obsah webu
Videa pro ČT edu vybírají z již existujících pořadů České televize zkušení didaktici a učitelé s aprobací na daný předmět z různých škol i regionů. Pracovní listy k námětům do výuky pak vznikají speciálně pro účely ČT edu ve spolupráci s pedagogy, popřípadě dalšími odborníky (například Samet na školách, Post Bellum, Ústav pro studium totalitních režimů). Stopáž převážně monotematických videí je volena s ohledem na možnosti školní hodiny i s ohledem na jejich primární funkci, tedy poskytnout doplnění k dalším metodám výuky. U každého videa pak ČT edu nabízí i možnost přehrát celý pořad v původní nezkrácené verzi. 
V polovině roku 2020 provedla Česká televize rozsáhlý výzkum mezi tisícovkou učitelů s cílem zjistit, pro které předměty a látky jsou audiovizuální pomůcky nejužitečnější. Na doplnění obsahu se průběžně pracuje. 

## Ocenění
Obsah webu ČT edu ocenila jakožto mimořádný počin, který přispěl ke zmírnění dopadů krize na vzdělávání dětí, včetně popularizace vědy, rovněž odborná porota 60. ročníku mezinárodního Zlín Film Festivalu. Ta dne 4. září 2020 udělila ČT edu spolu s Technologickou agenturou České republiky speciální filmovou cenu „Za popularizaci vědy mezi mládeží“. Za vzdělávací projekty během pandemie získala Česká televize ocenění TOP odpovědná firma roku. V hlasování Křišťálová lupa 2020 se ČT edu umístilo na druhém místě v kategorii Obsahová inspirace a na pátém v kategorii Projekt roku. 